# Antoine Galy-Cazalat
Pour les articles homonymes, voir Galy.
Antoine Galy-Cazalat est un ingénieur et un homme politique français né le 9 juillet 1796 à Saint-Girons (Ariège) et mort le 6 décembre 1869 à Paris.

## Biographie
Entré en 1815 à l'École polytechnique, il est professeur de physique à Perpignan, Nancy puis Versailles. Devenu ingénieur civil, il construit en 1830 la première voiture à vapeur routière pour laquelle il obtiendra une médaille d'or de l'Institut et de la Société d'encouragement.
Il est député de l'Ariège de 1848 à 1849, siégeant avec les républicains de la tendance du National.
Après ce court épisode politique, il conçoit un four pour la production d’acier à partir de fonte. Malgré quatre brevets déposés entre 1851 et 1858, il ne réussit cependant pas à maîtriser sa découverte. Reprise par Henry Bessemer (1813-1898) qui la commercialise, elle sera connue sous le nom du britannique.
Galy-Cazalat passera le reste de sa vie en procès contre Bessemer et la compagnie des forges d'Imphy (Nièvre) qui utilise son procédé.

## Publications
- Appareils de sûreté applicables aux machines à vapeur et particulièrement aux locomotives, note de 7 pages.
- De l'Assainissement du port de Marseille, description matérielle : In-4°, 22 p., pl. Édition : Paris : Carilian-Goeury et V. Dalmont, 1840
- Dissertation de M. Galy-Cazalat sur la machine calorique d'Ericson, note de 7 pages.
- et diverses notes aux électeurs de l'Ariège.

## Sources
- « Antoine Galy-Cazalat », dans Adolphe Robert et Gaston Cougny, Dictionnaire des parlementaires français, Edgar Bourloton, 1889-1891 [détail de l’édition]